# Martin Doktor

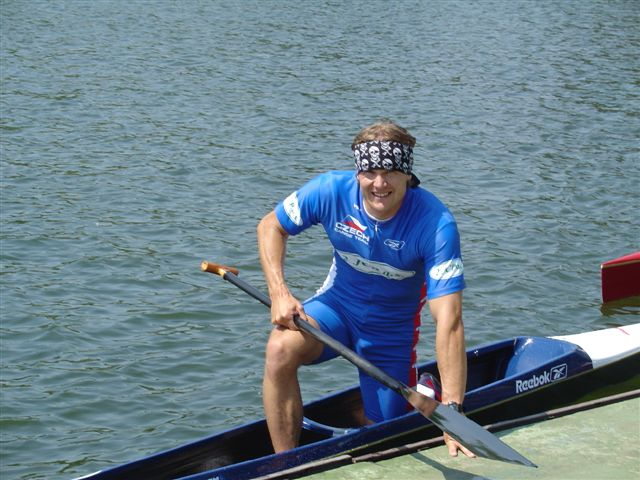
Martin Doktor

Martin „Boban“ Doktor (* 21. Mai 1974 in Polička, Tschechoslowakei) ist ein ehemaliger tschechischer Kanute. Er wurde zweifacher Sieger bei den Olympischen Sommerspielen 1996 in Atlanta.

## Karriere
In einem Boot saß er zum ersten Mal mit vier Jahren, bereits mit sieben Jahren begann er in Pardubice mit dem Training, damals noch im Kajak. Erst 1986 begann er mit dem Kanufahren und wurde 1992 in Hamburg auf der Strecke über 1000 m Juniorenweltmeister im Einer-Canadier.
Doktor nahm dreimal an Olympischen Spielen teil und startete dabei jeweils im Einer-Canadier. 1996 gewann er in Atlanta Gold über beide Strecken (500 m und 1000 m), 2000 in Sydney belegte er jeweils den achten Rang und 2004 wurde er in Athen über die 500 m Fünfter und über die 1000 m Vierter.
Bei den Kanurennsport-Weltmeisterschaften 1995 holte Doktor über die beiden C1-Distanzen jeweils Silber. 1997 konnte er über 500 m den WM-Titel und über 200 und 1000 m erneut Silber gewinnen. 1998 wurde Doktor Weltmeister über 200 m, gewann Silber über 1000 m und gemeinsam mit Petr Netušil, Jan Macháč und Viktor Jiráský im Vierer-Canadier Bronze über 1000 m. Auch von den Kanurennsport-Weltmeisterschaften 1999 kehrte er mit drei Medaillen in den Einer-Canadier-Disziplinen heim: Silber über 200 und 500 sowie Bronze über 1000 m. Nachdem er 2001 Vizeweltmeister über 1000 m geworden war, gewann er bei den Kanurennsport-Weltmeisterschaften 2003 noch einmal Silber über 200 und Bronze über 500 m.

## Privatleben
Im Jahr 2000 heiratete er seine Freundin Kateřina und ein Jahr später wurde ihr Sohn Felix geboren.
Seit 2007 führt er einen Doktor-Titel, vergeben von der Fakultät für Leibeserziehung und Sport der Karls-Universität in Prag.